# La Chapelle-sur-Erdre
La Chapelle-sur-Erdre é uma comuna francesa na região administrativa do País do Loire, no departamento de Loire-Atlantique. Estende-se por uma área de 33.42 km². Em 2010 a comuna tinha 19 933 habitantes (densidade: 596,4 hab./km²).